# Olga Yakovleva
Olga Leonidovna Yakovleva (en russe : Ольга Леонидовна Яковлева), née le 15 décembre 1963 à Leningrad, en RSFS de Russie, est une ancienne joueuse soviétique de basket-ball. Elle évoluait au poste d'ailière.

## Palmarès
- Finaliste du championnat du monde 1986
- 3e des Jeux olympiques 1988
- Championne d'Europe 1983
- Championne d'Europe 1985
- Championne d'Europe 1987